# Винтгар
Винтгар је кањон реке Радовне урезан између брда Хом (834м) и Боршт (931м), у непосредној близини Бледа, у Словенији.

## Откривање клисуре
Клисура је откривена случајно 1891. године, када су се Јакоб Жумер, градоначелник Горја и Бенедикт Лергетпорер, картограф и фотограф из Бледа, шетајући и истражујући Сподње Горје, упутили према Блејској Добрави. Прошли су кроз равницу, за коју се мислило да је непроходна, са великим потешкоћама, и открили природне лепоте Винтгара. У то време, мештани знају за водопад Шум, али нису знали да иза њега постоји и прелепа клисура.  
Откриће се десило у време када је водостај реке Радовне био веома низак. Одушевљени лепотама, Жумер и Лергетпорер су одлучили да оснују одбор за изградњу. Клисура је отворена за јавност 26. августа 1893. године. Тада је изграђено више од 500 м мостова и галерија, што је омогућило туристима да посете клисуру. 

## Карактеристике клисуре Винтгар
Према неки изворима, назив потиче од немачке речи “Weingarten”, пошто су некад ту били виногради. 
Клисура је дуга 1600м и дубока до 250м, на источном ободу Триглавског националног парка, 4 км северозападно од центра Бледа. Формирала га је река Радовна, која се убрзо након напуштања клисуре, као десна притока, улива у Саву Долинку. Винтгар је узак са стрмим, вертикалним зидовима. У најужем делу, „Паклу“, широк је само неколико метара. Зидови корита су високи 50 до 100 м, а падине изнад њих продужавају се још 100 м и размакнуте су. 
Током кривудања, падајући преко прагова брзацима и водопадима, по дну и зидовима, вода ствара широк спектар различитих облика ерозије. Учинак воде је још већи због камења, шљунка и стена у њој. Геолошку границу обележава водопад Шум, који се са 13 метара висине сматра највећим водопадом у Словенији. Испод водопада је и базен где се посетиоци могу окупати, уз велику дозу храбрости и одважности због изузетно хладне воде. Такође је леп и Мали водопад у средини клисуре. 
Због специфичних одлика климе и поднебља, у Винтгару расту многе биљне врсте које се разликују од вегетације карактеристичне за околину. Први их је уочио свештеник и аматерски ботаничар Јанез Шафер. Списак биљака из Винтгара објавио је 1899. године Иван Годец у свом чланку у „Дому и свету“, а затим у књижици „Винтгар, слике из Горењска Швајцарске“.

## Објекти у клисури
Изнад клисуре, на месту широком 53 м, и на 33,5 изнад пута изграђен је једнолучни мост Бохињске железнице, саграђен 1906. године, и јаз, од кога већи део воде одлази цевима до мале хидроелектране Винтгар под Шумом. Мост је некада био део пруге између Прага и Трста, а данас саобраћа из Јесеница до Нове Горице. 

## Галерија
- Винтгар клисура, у близини Бледа, Словенија
- Винтгар клисура, у близини Бледа, Словенија
- Винтгар клисура, у близини Бледа, Словенија
- Винтгар клисура, у близини Бледа, Словенија
- Винтгар клисура, у близини Бледа, Словенија
- Винтгар клисура, у близини Бледа, Словенија